# San Diego Nomads
San Diego Nomads was een Amerikaanse voetbalclub uit San Diego. De club werd opgericht in 1986 en opgeheven in 1990, de club ging verder als amateurclub. De club speelde vier seizoenen in de Western Soccer Alliance en één seizoen in de American Professional Soccer League. In 1987 en 1989 werd het kampioenschap behaald.

## Erelijst
- Western Soccer Alliance

Winnaar (2): 1987, 1989
Runner up (1): 1988

## Bekende (oud-)spelers
- Paul Caligiuri